# 越南瀕危物種數據紅色名錄
越南瀕危物種數據紅色名錄（Vietnam's Red Data Book），是越南政府針對國家未來可能因人類獵捕、棲地破壞等因素而瀕臨絕種的物種所做出的保育名錄，紅色通常表示物種情況極危。在越南，像老虎、亞洲象、亞洲黑熊、越南金絲猴這類野生動物，都已被列入名錄中。
然而，環保意識在越南某些地方都沒有提高，因此並不代表這些動物完全不會被盜獵。